# Пирумов, Ульян Гайкович
Улья́н Га́йкович Пиру́мов (26 октября 1931, Москва — 24 февраля 2015, там же) — советский и российский учёный, специалист в области газовой динамики и математического моделирования технологических процессов. Доктор технических наук, профессор, член-корреспондент РАН (1997), член Российского национального комитета по теоретической и прикладной механике, председатель специализированного совета ВАК, заведующий кафедрой Московского государственного авиационного института (Технического Университета).

## Биография
Окончил московскую школу № 276 с золотой медалью (1949). Поступил в том же году на физико-технический факультет МГУ, преобразованный впоследствии в МФТИ, который в 1955 году окончил с отличием.
В 1955 году поступил на работу в НИИ тепловых процессов, где работал в должностях инженера, старшего научного сотрудника, начальника группы, начальника сектора. В МАИ работал с 1976 года. В 1960 году защитил кандидатскую диссертацию, а в 1969 году — докторскую. В 1976 году Пирумову было присвоено учёное звание профессора, 30 мая 1997 года был избран членом-корреспондентом РАН по специальности «Механика и машиностроение».

## Научная деятельность
Специалист в области газовой динамики, неравновесных физико-химических процессов при течении высокотемпературных газов и многофазных смесей, динамики сжимаемого газа, проектирования оптимальных сопел реактивных двигателей и математического моделирования технологических процессов.
Пирумовым развиты теоретические и вычислительные методы исследований течений газа в соплах с учётом неравновесного протекания химических реакций, возбуждения колебательных степеней свободы, неравновесной конденсации и кристаллизации неравновесного движения многофазных смесей, предложены современные методы проектирования оптимальных сопел реактивных двигателей. Он является одним из авторов «Руководства для конструкторов по профилированию оптимальных сопел реактивных двигателей».
У. Г. Пирумовым предложены оригинальные аналитические и численные методы исследования внешних, внутренних и струйных течений сжимаемого газа. Результаты его исследований постоянно внедряются в промышленности.
Под руководством У. Г. Пирумова развивались исследования по охране воздушного бассейна от загрязнения токсичными компонентами, был предложен способ нейтрализации окисей углерода и азота, внедрённый в энергетике, ракетно-космической технике, металлургии.
У. Г. Пирумовым развиты газодинамические модели новых технологических процессов, в том числе получения ультрадисперсных порошков, детонационного и непрерывного напыления, лазерно-электрического метода нанесения покрытий, метода обработки поверхностей двухфазным потоком.
Научный руководитель ряда проектов РФФИ, Минпромнауки России и Минобразования, председатель Оргкомитета нескольких международных конференций.
Автор более 200 научных работ, в том числе 11 монографий и учебников, имел 14 авторских свидетельств. Подготовил более 30 кандидатов и 4 доктора наук. В 2016 году на территории МАИ установлена мемориальная доска У. Г. Пирумову (скульптор Константин Синявин)

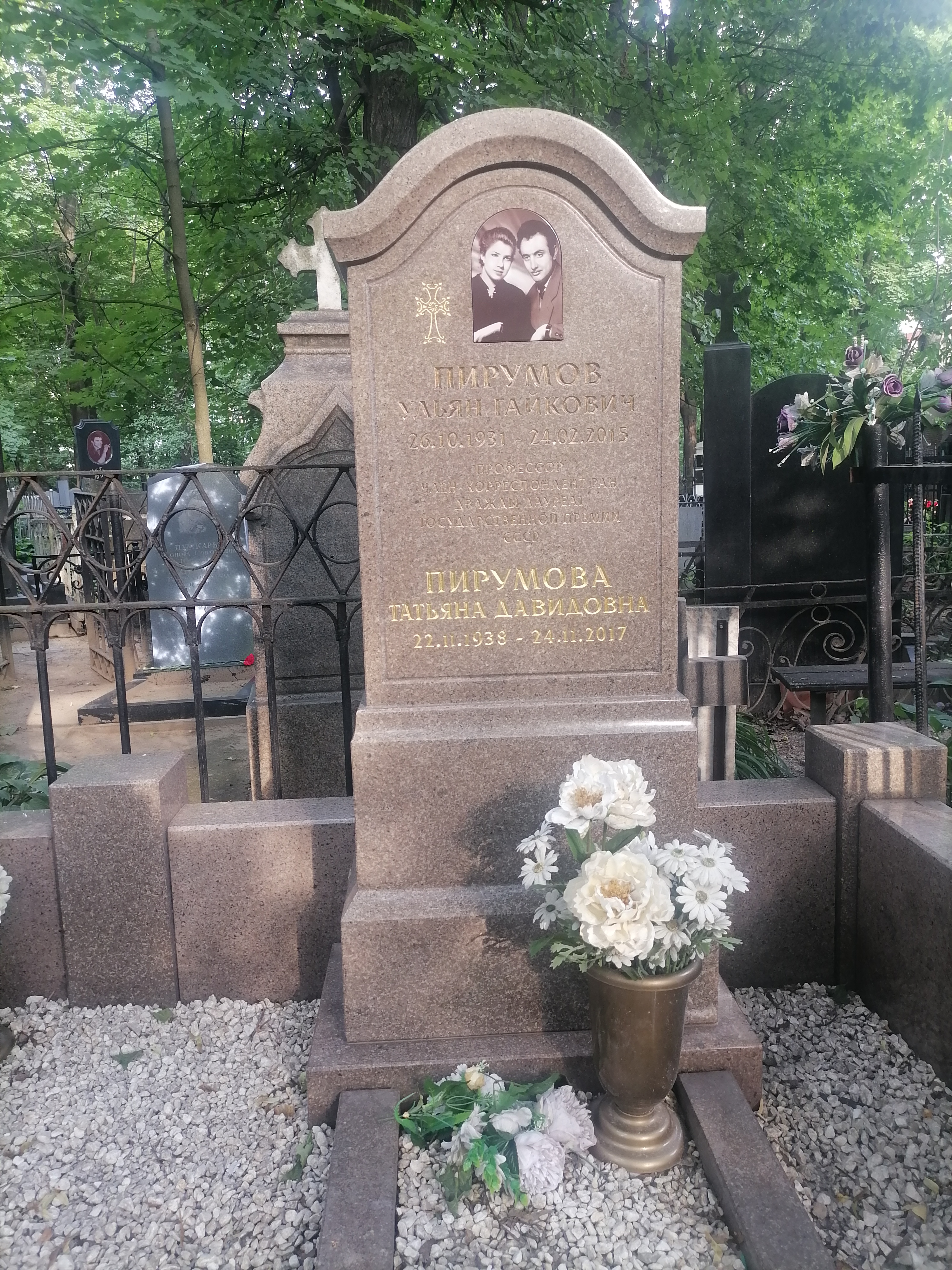
Могила на Армянском кладбище

Скончался после тяжёлой продолжительной болезни. Похоронен на Армянском кладбище (уч. 2) в Москве.

## Избранная библиография

### Книги
- Течение газа в соплах / У. Г. Пирумов. — Москва : Изд-во Моск. ун-та, 1978. — 351 с. : ил.; 22 см.
- Численный метод характеристик расчёта неравновесных стационарных и нестационарных течений газа с учётом двухфазности и алгоритмы его реализации : Учеб. пособие / Э. А. Ашратов, В. А. Волков, В. И. Киреев, А. М. Овсянников; Под ред. У. Г. Пирумова. — М. : МАИ, 1980. — 49 с. : граф.; 20 см.
- Методы установления и сквозного счёта разрывных решений уравнений газовой динамики и их алгоритмы : (Тексты лекций) / Н. А. Архангельский, В. И. Киреев, У. Г. Пирумов. — М. : МАИ, 1981. — 37 с. : ил.; 21 см.
- Алгоритмы и методы решения уравнений эллиптического и параболического типов : Тексты лекций / А. Я. Астахова, А. М. Овсянников, П. К. Осминин, У. Г. Пирумов; Под ред. У. Г. Пирумова. — М. : МАИ, 1982. — 52 с.; 21 см.
- Неравновесная конденсация в высокоскоростных потоках газа / В. Н. Горбунов, У. Г. Пирумов, Ю. А. Рыжов. — М. : Машиностроение, 1984. — 201 с. : ил.; 21 см.
- Сверхзвуковые неизобарические струи газа / В. С. Авдуевский, Э. А. Ашратов, А. В. Иванов, У. Г. Пирумов. — М. : Машиностроение, 1985. — 245 с. : ил.; 22 см;
- Численные методы газовой динамики : [учебное пособие для втузов] / У. Г. Пирумов, Г. С. Росляков. — Москва : Высш. шк., 1987. — 231,[1] с. : ил.; 22 см.
- Обратная задача теории сопла / У. Г. Пирумов. — М. : Машиностроение, 1988. — 237,[1] с. : ил.; 23 см; ISBN 5-217-00104-6
- Газовая динамика сопел / У. Г. Пирумов, Г. С. Росляков. — М. : Наука, 1990. — 364 с. : ил.; 22 см; ISBN 5-02-014013-9
- Аналитическое исследование плоского сверхзвукового изоэнтропического течения в канале постоянного сечения и в примыкающем сопле Лаваля с угловой точкой / У. Г. Пирумов; Моск. авиац. ин-т им. С. Орджоникидзе. — Препр. — М. : Изд-во МАИ, 1992. — 59 с. : граф.; 20 см.
- Математическое моделирование в проблемах охраны воздушного бассейна / У. Г. Пирумов. — М. : Изд-во МАИ, 2001. — 336 с. : ил.; 22 см; ISBN 5-7035-2327-3
- Численные методы : Учеб. пособие для студентов втузов / У. Г. Пирумов; М-во общ. и проф. образования РФ. Моск. гос. авиац. ин-т (техн. ун-т). — М. : Изд-во МАИ, 1998. — 187 с. : ил., портр.; 20 см; ISBN 5-7035-2190-4
  - 2-е изд., испр. и доп. — М. : Дрофа, 2003 (ГУП Смол. обл. тип. им. В. И. Смирнова). — 221 с. : ил., табл.; 22 см. — (Высшее образование).; ISBN 5-7107-6074-9
  - 3-е изд., испр. — Москва : Дрофа, 2004. — 221 с. : ил.; 22 см. — (Высшее образование).; ISBN 5-7107-8777-9 : 3000
  - 4-е изд., стер. — Москва : Дрофа, 2007. — 221 с. : ил., табл.; 22 см. — (Высшее образование).; ISBN 978-5-358-03758-8
- Численные методы. Сборник задач / Пирумов У. Г., Гидаспов В. Ю., Иванов И. Э., Ревизников Д. Л., Стрельцов В. Ю., Формалев В. Ф. Москва: Дрофа, 2007. ISBN 978-5-358-01310-0, 144 с.
- Численные методы : теория и практика : учебное пособие для бакалавров, для студентов высших учебных заведений, обучающихся по направлению подготовки «Математика. Прикладная математика» / У. Г. Пирумов, Гидаспов В. Ю., Иванов И. Э., Ревизников Д. Л., Стрельцов В. Ю., Формалев В. Ф.; Московский авиационный ин-т-нац. исслед. ун-т. — 5-е изд., перераб. и доп. — Москва : Юрайт, 2012. — 421 с. : ил., табл.; 22 см. — (Бакалавр. Базовый курс).; ISBN 978-5-9916-1867-0
- Численные методы. Учебник и практикум / Пирумов У. Г., Гидаспов В. Ю., Иванов И. Э., Ревизников Д. Л., Стрельцов В. Ю., Формалев В. Ф. Москва: изд-во Юрайт, 2014. Серия: Бакалавр. Академический курс. ISBN 978-5-9916-4211-8, 422 с.[4]
- Машиностроение = Mechanical engineering: энциклопедия: В 40 т. / Редсовет: Фролов К. В., пред., гл. ред. [и др.]. — Москва : Машиностроение, 1994. — 24 см. Разд. 1: Инженерные методы расчётов. Т. I-1. Математика / Ред.-сост. У. Г. Пирумов, В. С. Зарубин. — 2003 (ППП Тип. Наука). — 992 с. : ил.; ISBN 5-217-01951-4

### Статьи
- Киреев В. И., Пирумов У. Г. Расчёт стационарных сверхзвуковых течений с неравновесными химическими реакциями. // Ж. вычисл. матем. и матем. физ., 20:1 (1980), 182—190

## Семья
Жена: Татьяна Давидовна Пирумова (ум. 24 ноября 2017).
Сын Григорий (род. 1962) — заместитель министра культуры РФ, статс-секретарь (в 2013—2016), в 2017 году осуждён за мошенничество.

## Награды
- дважды лауреат Государственной премии СССР (1979, 1987)
- лауреат премии им. Н. Е. Жуковского (1964)
- Заслуженный деятель науки Российской Федерации (1996)